# Hakeem Kae-Kazim
Hakeem Kae-Kazim (1 de octubre de 1962) es un actor nigeriano-británico. Es más conocido por haber interpretado a George Rutaganda en la película Hotel Rwanda y a Iké Dubaku en la serie 24.

## Carrera
En 2004 apareció en la película Hotel Rwanda donde interpretó a George Rutaganda, el vicepresidente de la milicia ruandesa.
En 2006 apareció como invitado en la serie Lost donde interpretó a Emeka, un gánster nigeriano y enemigo de Eko (Adewale Akinnuoye-Agbaje). Emeka termina siendo asesinado por Eko luego de que él intentara matarlo.
En 2007 apareció en la película Pirates of the Caribbean: At World's End donde interpretó al capitán Jocard, el señor pirata del océano Atlántico.
En 2009 se unió al elenco recurrente de la séptima temporada de la exitosa serie 24 donde interpretó al coronel Iké Dubaku, el criminal de guerra y segundo al mando del general Benjamin Juma (Tony Todd). Luego de ser capturado por Jack Bauer, Iké es asesinado por Udo (Lovensky Jean-Baptiste) bajo las órdenes de Juma.
Ese mismo año obtuvo un papel secundario en la película X-Men Origins: Wolverine donde interpretó a un hombre de negocios de África y apareció en la película The Fourth Kind donde interpretó al doctor Awolowa Odusami, un especialista en lenguas antiguas.
En 2010 prestó su voz para el personaje de Mbeki, el guía del safari en el videojuego Cabela's Dangerous Hunts 2011.
En 2011 interpretó a T'Chaka, el cacique de Wakanda, en la serie animada The Avengers: Earth's Mightiest Heroes.
En 2012 apareció como invitado en la serie Strike Back: Vengeance donde interpretó a Sulaimani.
En 2014 se unió al elenco principal de la serie estadounidense Black Sails donde interpretó al señor Scott, la mano derecha de Eleanor Guthrie.

## Filmografía

### Series de televisión
| Año         | Serie                                  | Personaje         | Notas                                        |
| ----------- | -------------------------------------- | ----------------- | -------------------------------------------- |
| 2022        | Dangerous Liaisons                     | Mayordomo         |                                              |
| 2016        | Vixen                                  | Benatu Eshu       | 5 episodios                                  |
| 2014 - 2016 | Black Sails                            | Mr. Scott         | 23 episodios                                 |
| 2012        | Strike Back: Vengeance                 | Sulaimani         | 2 episodios                                  |
| 2012        | Covert Affairs                         | Pirata Somalí     | episodio "The Last Thing You Should Do"      |
| 2011        | Generator Rex                          | Ghrun Set         | episodio "Riddle of the Sphinx"              |
| 2011        | NCIS Los Angeles                       | Abdul Habassa     | 2 episodios                                  |
| 2011        | Criminal Minds                         | Julio Ruiz        | episodio "Corazón"                           |
| 2011        | Human Target                           | Andre Markus      | episodio "Taking Ames"                       |
| 2011        | The Avengers: Earth's Mightiest Heroes | T'Chaka           | episodio "The Man in the Ant Hill"           |
| 2009        | 24                                     | Col. Iké Dubaku   | 9 episodios                                  |
| 2008        | Ben 10: Alien Force                    | Connor            | episodio "Be-Knighted"                       |
| 2008        | Law & Order: Special Victims Unit      | Chuckwei Bothame  | episodio "Snitch"                            |
| 2007        | Cane                                   | Tommy             | episodio "A New Legacy"                      |
| 2006        | Lost                                   | Emeka             | episodio "The Cost of Living"                |
| 2005        | The Triangle                           | Saunders          | 3 episodios - miniserie                      |
| 2004        | Human Cargo                            | Youssef           | miniserie                                    |
| 2003        | Canterbury Tales                       | -                 | episodio "The Man of Law's Tale" - miniserie |
| 1997        | The Adventures of Sinbad               | Ali Rashid        | episodio "Ali Rashid and the Thieves"        |
| 1997        | Trial & Retribution                    | D.C. Cranham      | 2 episodios                                  |
| 1996        | Testament: The Bible in Animation      | Ham               | episodio "Creation and the Flood"            |
| 1996        | Ellington                              | Tommy Knight      | 2 episodios                                  |
| 1994        | Grange Hill                            | Mr. Manyeke       | 11 episodios                                 |
| 1994        | Love Hurts                             | Desmond Matankube | episodio "Drawing the Line"                  |
| 1993        | Runaway Bay                            | Henry Ornette     | episodio "The Escape"                        |
| 1991        | Screen One                             | Jerome            | episodio "Alive and Kicking"                 |
| 1989        | Saracen                                | Bazantsi          | episodio "Three Blind Mice"                  |
| 1988        | The Bill                               | Kuzalo            | episodio "The Assassins"                     |
| 1987        | The District Nurse                     | Ademola           | episodio "Foreign Languages"                 |

### Películas
| Año  | Título                                        | Personaje            | Notas |
| ---- | --------------------------------------------- | -------------------- | --- |
| 2021 | Godzilla vs. Kong                             | Wilcox               | |
| 2017 | 24 horas para vivir                           | Amahle               | junto a Ethan Hawke, Paul Anderson, Rutger Hauer, Liam Cunningham, Tanya van Graan, Xu Qing y Nathalie Boltt |
| 2014 | Daylight's End                                | Chris Whitlock       | junto a Johnny Strong, Lance Henriksen, Louis Mandylor, Chelsea Edmundson y Farah White                      |
| 2014 | A Chance of Rain                              | Mutua                | junto a Matt Lanter, Eric Tiede, Hallee Hirsh, William Russ y Maiara Walsh                                   |
| 2013 | Half of a Yellow Sun                          | Capitán Dutse        | junto a Chiwetel Ejiofor, Thandie Newton, Anika Noni Rose y Joseph Mawle                                     |
| 2013 | Yefon                                         | Rey de Nso           | junto a Isaiah Washington, Jimmy Jean-Louis, Adriana Barraza, Said Faraj y Leleti Khumalo                    |
| 2012 | The American Failure                          | Detective Matheis    | corto - junto a Adrienne Wilkinson, Said Faraj, Dan Thiel y Chriss Anglin                                    |
| 2012 | Black November                                | Dede                 | junto a Razaaq Adoti, Akon, Kim Basinger y Nathin Butler                                                     |
| 2012 | Last Flight to Abuja                          | Adesola              | junto a Omotola Jalade-Ekeinde, Jim Iyke, Anthony Monjaro y Uru Eke                                          |
| 2011 | Inside Story                                  | Valentine            | junto a Fana Mokoena, Kevin Ndege Mamboleo y Kendra Etufunwa                                                 |
| 2011 | Man on Ground                                 | Ade                  | junto a Fabian Adeoye Lojede, Fana Mokoena, Thishiwe Ziqubu y Makhaola Ndebele                               |
| 2011 | Black Gold                                    | Dede                 | junto a Mbong Amata, Mickey Rourke, Tom Sizemore, Vivica A. Fox y Joy Gohring                                |
| 2011 | CIS: Las Gidi                                 | Comandante Mohammad  | junto a Razaaq Adoti, Alexander Águila, Yvonne Aimiomode Anetor y Billie-Suliat Baker                        |
| 2010 | Faith and Dreams                              | Líder Rebelde        | corto - junto a Hope Olaide Wilson, Karimah Campbell, Akuyoe Graham y Kwame Boateng                          |
| 2010 | Inale                                         | Odeh                 | junto a Mbong Amata, Caroline Chikezie, Nse Ikpe-Etim y Andy McPhee                                          |
| 2009 | Darfur                                        | Cap. Jack Tobamke    | junto a Kristanna Loken, Billy Zane, Edward Furlong, David O'Hara, Noah Danby y Matt Frewer                  |
| 2009 | The Fourth Kind                               | Dr. Awolowa Odusami  | junto a Milla Jovovich, Will Patton, Corey Johnson, Enzo Cilenti y Elias Koteas                              |
| 2009 | Hurricane in the Rose Garden                  | Eddie                | junto a Pascal Atuma, Yun Choi y Oris Erhuero                                                                |
| 2009 | The One Last Time                             | Batman               | corto - junto a Siobhan Flynn, Lenore Thomas, Glen Ratcliffe, Anthony Okungbowa y Oliver Rayon               |
| 2009 | X-Men Origins: Wolverine                      | Empresario de África | junto a Hugh Jackman, Liev Schreiber, Danny Huston, Lynn Collins y Taylor Kitsch                             |
| 2008 | 24: Redemption                                | Col. Iké Dubak       | junto a Kiefer Sutherland, Cherry Jones, Colm Feore, Powers Boothe, Robert Carlyle y Jon Voight              |
| 2008 | Tony 5                                        | Predicador           | junto a Daniel O'Meara, Michael Joseph Carr, Jaimyse Haft, Bianca Amato y James Chalke                       |
| 2007 | The Jinn                                      | Ahmad                | junto a Jennifer Ann Massey, Gary Cairns, Paige La Pierre y Matthew Thompson                                 |
| 2007 | Othello                                       | Iago                 | junto a Robert Delport, Ronald France, Susan Oosthuzen y Gary Paulse                                         |
| 2007 | Pirates of the Caribbean: At World's End      | Capitán Jocard       | junto a Johnny Depp, Geoffrey Rush, Orlando Bloom, Keira Knightley, Jack Davenport y Bill Nighy              |
| 2006 | The Librarian: Return to King Solomon's Mines | Jomo                 | junto a Noah Wyle, Gabrielle Anwar, Bob Newhart, Jane Curtin y Olympia Dukakis                               |
| 2005 | The Front Line                                | Erasmus              | junto a Eriq Ebouaney, Gerard McSorley, James Frain, Ian McElhinney y Orla O'Rourke                          |
| 2005 | Coming to South Africa 2                      | Mike                 | junto a Jade Hands y Ramsey Nouah                                                                            |
| 2005 | Othello: A South African Tale                 | Iago                 | junto a Gregory Carew, Vernon Dobtcheff, Diana Hayden y Candice Hillebrand                                   |
| 2005 | Out on a Limb                                 | D.I. Edwards         | junto a Henry Goodman, Neil Stuke, Julianne White y Jeremy Crutchley                                         |
| 2005 | Slipstream                                    | Runson               | junto a Sean Astin, Ivana Miličević, Vinnie Jones y Grant Swanby                                             |
| 2004 | Hotel Rwanda                                  | George Rutaganda     | junto a Don Cheadle, Sophie Okonedo, Nick Nolte, Joaquin Phoenix, Fana Mokoena y Jean Reno                   |
| 2004 | Coming to South Africa                        | Mike                 | junto a Jade Hands y Ramsey Nouah                                                                            |
| 2004 | King Solomon's Mines                          | Twala                | junto a Patrick Swayze, Alison Doody, John Standing, Gavin Hood y Langley Kirkwood                           |
| 2004 | Critical Assignment                           | Jomo                 | junto a Cleveland Mitchell, Moshidi Motshegwa, Terence Reis, Marius Weyers y Grant Swanby                    |
| 2004 | Mazinyo Dot Q                                 | Charles              | junto a Connie Chiume, Timmy Kwebulana, Refilwe Madumo y Lindiwe Ndlovu                                      |
| 2003 | God Is African                                | -                    | junto a Esmeralda Bihl, Phat Joe, Dada Koyana, Hugh Masebenza y Sonia Mbele                                  |
| 2002 | Global Effect                                 | Satto                | junto a Mädchen Amick, Daniel Bernhardt, Joel West y Arnold Vosloo                                           |
| 2000 | Animated Epics: Moby Dick                     | Queequeg             | junto a Tim Guinee, William Hootkins, William Hope y Burt Kwouk                                              |
| 1999 | The Secret Laughter of Women                  | Doctor Ade           | junto a Colin Firth, Nia Long, Dan Lett y Joke Silva                                                         |
| 1999 | After the Rain                                | Bingo                | junto a Paul Bettany, Louise Lombard, Ariyon Bakare y Ingrid Emslie                                          |
| 1995 | Hidden Empire: A Son of Africa                | Equiano              | junto a Frederick Annan, Frank Ellis, Kenneth Gilbert y Tom Keller                                           |
| 1992 | Double Vision                                 | Camarero             | junto a Kim Cattrall, Naveen Andrews, Christopher Lee y Barbara Windsor                                      |

### Como productor
| Año  | Título                   | Notas     |
| ---- | ------------------------ | --------- |
| 2012 | Black November           | productor |
| 2011 | Man on Ground            | productor |
| 2011 | Black Gold               | productor |
| 2005 | Coming to South Africa 2 | productor |
| 2004 | Coming to South Africa   | productor |
| 2003 | God Is African           | productor |
| -    | Yefon                    | productor |

### Como presentador y narrador
| Año  | Programa                               | Notas                                                               |
| ---- | -------------------------------------- | ------------------------------------------------------------------- |
| 2009 | Wild                                   | narrador - episodio "Icy Killers: Secrets of Alaska's Salmon Shark" |
| 2003 | Five Weddings and a Couple of Funerals | presentador                                                         |
| 2003 | The Rite Stuff                         | presentador                                                         |

### Videojuegos
| Año  | Juego                                    | Personaje                         | Notas                                    |
| ---- | ---------------------------------------- | --------------------------------- | ---------------------------------------- |
| 2012 | Unit 13                                  | Ringo                             | prestó su voz para el personaje          |
| 2011 | Saints Row: The Third                    | -                                 | prestó su voz para las voces adicionales |
| 2011 | Call of Duty: Modern Warfare 3           | Anunciador de la Milicia Africana | prestó su voz para el personaje          |
| 2010 | Final Fantasy XIV                        | -                                 | -                                        |
| 2010 | Halo: Reach                              | Jorge-052                         | prestó su voz para el personaje          |
| 2010 | Army of Two: The 40th Day                | JB                                | prestó su voz para el personaje          |
| 2010 | Cabela's Dangerous Hunts 2011            | MBeki                             | prestó su voz para el personaje          |
| 2009 | The Saboteur                             | Duval Mingo                       | prestó su voz para el personaje          |
| 2009 | Halo 3: ODST                             | Doctor Endesha                    | prestó su voz para el personaje          |
| 2008 | The Bourne Conspiracy                    | -                                 | -                                        |
| 2007 | The Golden Compass                       | Nicholas / Samoyed                | prestó su voz para los personajes        |
| 2007 | Pirates of the Caribbean: At World's End | Jocard                            | prestó su voz para el personaje          |

### Teatro
| Año  | Obra                   | Personaje | Director (a)   | Teatro           | Notas                                                                                              |
| ---- | ---------------------- | --------- | -------------- | ---------------- | -------------------------------------------------------------------------------------------------- |
| 2009 | The Merchant of Venice | -         | Bill Alexander | Barbican Theatre | junto a Anthony Sher, Deborah Findlay, Pippa Guard, Gregory Doran, Nicholas Farrell y Phil Daniels |

## Premios y nominaciones
| Año  | Categoría                                                                                       | Premio       | Serie       | Resultado |
| ---- | ----------------------------------------------------------------------------------------------- | ------------ | ----------- | --------- |
| 2004 | Best Performance by an Actor in a Featured Supporting Role in a Dramatic Program or Mini-Series | Gemini Award | Human Cargo | Nominado  |